# 포르자 모터스포츠 (2023년 비디오 게임)
포르자 모터스포츠(Forza Motorsport)는 턴 10 스튜디오에서 개발하고 엑스박스 게임 스튜디오에서 마이크로소프트 윈도우 및 엑스박스 시리즈 X/S용으로 퍼블리싱한 2023년형 시뮬레이션 레이싱 비디오 게임이다. 포르자 시리즈의 13번째 주요 작품이다. 포르자 모터스포츠 7의 뒤를 잇는 여덟 번째 포르자 모터스포츠 타이틀이지만, 이전 항목의 제목에서 일련 번호를 삭제하여 제목 하위 시리즈의 리부트 작품이다. 엑스박스 시리즈 X 및 시리즈 S 콘솔을 사용하여 이전 제품보다 고화질 그래픽을 렌더링한다. 포르자 모터스포츠는 2023년 10월 10일에 모든 플레이어를 위해 출시되었으며, 프리미엄 에디션을 구매한 플레이어 또는 프리미엄 추가 기능 번들 DLC를 구매한 엑스박스 게임 패스 플레이어는 10월 5일에 얼리 액세스가 가능했다.

## 게임플레이
포르자 모터스포츠는 시뮬레이션 레이싱 비디오 게임이다. 포르자 모터스포츠는 출시 시 500대 이상의 차량, 800개 이상의 업그레이드는 물론 20개의 새로 건설된 트랙을 보유할 것으로 예상된다. 지금까지 발표된 차량 중에는 모든 시대 및 경주용 차량 종류의 약 80대가 포함되어 있다. 이 중 100개가 넘는 항목이 시리즈에 새로 추가되지만 이 가운데 다수는 이전 포르자 모터스포츠 게임에서 돌아올 예정이다.
포르자 모터스포츠에는 트랙에서의 실시간 레이 트레이싱, 타이어 마모, 동적 시간대, 더 잘 정의된 손상을 통한 손상 모델 변경, 페인트 치핑 및 먼지 축적과 같은 요소가 포함되어 있다. "애니메이션 트랙 수명", "물리 기반 조명 및 체적 안개 효과", "완전한 절차적 클라우드 시스템"과 같은 다른 효과도 있다. 이 게임에는 싱글 플레이어 커리어 모드와 여러 온라인 멀티 플레이어 모드도 포함되어 있다. 포르자 모터스포츠는 출시 시 플레이어를 위한 4개의 DLC 팩을 제공한다.

## 개발 및 출시
포르자 모터스포츠는 2020년 엑스박스 쇼케이스에서 처음 발표되었다. 포르자 모터스포츠 출시 날짜는 이전에 '2023년 봄'으로 설정되었지만 나중에 2023년 후반 출시 기간으로 변경되었다. 게임에 대한 조기 액세스는 모든 프리미엄 에디션 및 프리미엄 추가 기능 번들 소유자를 위해 2023년 10월 5일에 시작되었으며 게임은 2023년 10월 10일에 완전히 출시되었다.

## 평가
| 평가 |                           |
| --- | ------------------------- |
| 통합 점수 통합사 점수 메타크리틱 (PC) 83/100 [ 1 ] (XSXS) 84/100 [ 2 ] 오픈크리틱 84% 평론 점수 평론사 점수 게임스팟 9/10 [ 3 ] IGN 8/10 [ 4 ] |                           |
| 통합 점수 |                           |
| 통합사 | 점수                      |
| 메타크리틱 | (PC) 83/100 (XSXS) 84/100 |
| 오픈크리틱 | 84%                       |
| 평론 점수 |                           |
| 평론사 | 점수                      |
| 게임스팟 | 9/10                      |
| IGN | 8/10                      |